# Saint-Romain-en-Gal
Saint-Romain-en-Gal es una comuna francesa situada en el departamento de Ródano, de la región de Auvernia-Ródano-Alpes. Pertenece a la mancomunidad Vienne Condrieu Agglomération.

## Geografía
Situada a la orilla derecha del río Ródano, en el límite con el departamento de Isère, frente la ciudad de Vienne.

## Demografía
| 1 181 | 1 379 | 1 346 | 1 349 | 1 341 | 1 380 | 1 604 | 1 718 | 1 800 |
| Para los censos de 1962 a 1999 la población legal corresponde a la población sin duplicidades (Fuente: INSEE [Consultar]) |       |       |       |       |       |       |       |       |